# Century Gothic
Century Gothic — геометричний шрифт без зарубок, створений для компанії Monotype Imaging в 1991 році.

## Історія
Century Gothic — цифровий шрифт, який ніколи не був перетворений на шрифт ливарного типу. Century Gothic черпає натхнення з «двадцятого століття» Сола Гесса, який був складений в період між 1937 і 1947 для компанії Monotype Lanston, як версія успішного шрифта Futura, але зі збільшенням X висоти і навіть ширини штриха. Century Gothic більш тісно пов'язаний з Avant Garde Gothic, розроблений Хербом Луболіном, і випущений Міжнародною шрифтовою корпорацією (ITC) у 1970 році. Гарнітура Century Gothic схожа на ITC Avant Garde в її чистій геометрії і не володіє зміною ширини штриха, на відміну від Futura або Twentieth Century. Century Gothic має схожість з Avant Garde, але має більші та кругліші заглавні букви «i» та «j», тоді як Avant Garde зберігає заглавні букви квадратними і майже не збільшує їх по ширині.

## Використання чорнил
За даними Університету Вісконсин-Грін Бей, Century Gothic використовує набагато менше чорнила, економлячи гроші на друці. Як повідомляється, вони переключили гарнітуру за замовчуванням своєї електронної пошти зі шрифту Arial на Century Gothic, оскільки він використовує на 30% менше фарби.
Тим не менш, шрифт також став використовувати більше паперу (так як його букви ширші), а це означає, що економія чорнила компенсується збільшенням витрат на папір.